# Marc Heitmeier
Marc Heitmeier (Dortmund, 1985. március 18. –) német labdarúgó, a Preußen Münster középpályása.